# El hombre deshabitado
El hombre deshabitado es una obra de teatro de Rafael Alberti, escrita como auto sacramental, estrenada en 1931.

## Argumento
La obra recrea el enfrentamiento entre el autor (el Vigilante Nocturno) y su criatura. El segundo asesina a la mujer que el autor le había otorgado como esposa. El autor, enfurecido, decide acabar con la libertad que su personaje se ha tomado y ejerce sobre él un paternalismo que resulta ser dictatorial.

## Representaciones destacadas
- Teatro de la Zarzuela, Madrid, 26 de febrero de 1931. Estreno.
  - Dirección: Julio César Rodríguez.
  - Intérpretes: Ricardo Mondragón, Mercedes Vilches, María Tereza Montoya

- Centro Cultural de la Villa de Madrid, 1988.
  - Dirección: Emilio Hernández.
  - Intérpretes: José María Rodero, Ramón Madaula, Asunción Sánchez, Nancho Novo, Aitana Sánchez-Gijón, Magüi Mira, Antonio Dechent.